# 朗斯河畔圣塞尔南
朗斯河畔圣塞尔南（法語發音：[sɛ̃ sɛʁnɛ̃ syʁ ʁɑ̃s]）是法国阿韦龙省的一个市镇，属于米约区。

## 地理
朗斯河畔圣塞尔南（43°53'3"N, 2°36'13"E）面积11.14 平方千米，位于法国奧克西塔尼大區阿韦龙省，该省份为法国南部内陆省份，位于法國中央高原南部，北起顺时针与康塔爾省、洛泽尔省、加尔省、埃罗省、塔恩省、塔恩-加龙省和洛特省接壤。
与朗斯河畔圣塞尔南接壤的市镇（或旧市镇、城区）包括：朗斯河畔巴拉吉耶、孔布雷、库皮亚克、拉瓦勒-罗克瑟济耶尔、马尔特兰、普斯托米、拉塞尔。

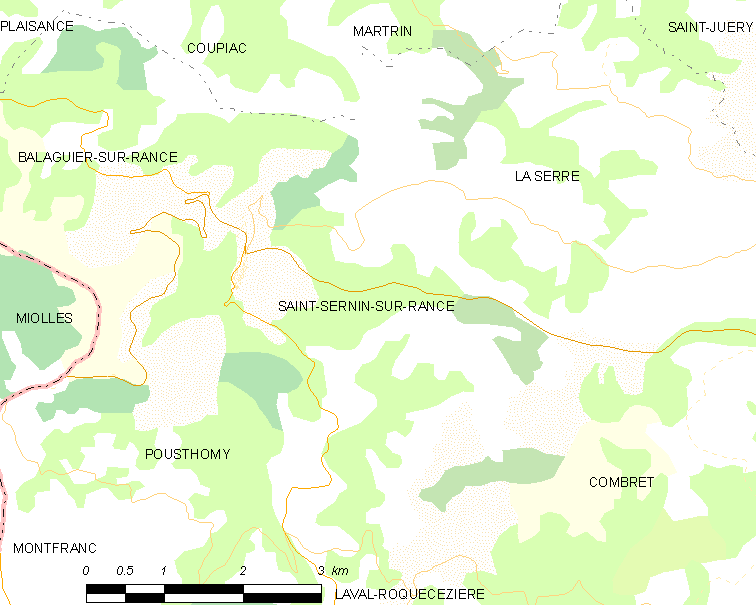
朗斯河畔圣塞尔南的OSM定位图

朗斯河畔圣塞尔南的时区为UTC+01:00、UTC+02:00（夏令时）。

## 行政
朗斯河畔圣塞尔南的邮政编码为12380，INSEE市镇编码为12248。

## 政治
朗斯河畔圣塞尔南所属的省级选区为科斯-鲁日耶县。

## 人口

1962-2008年间朗斯河畔圣塞尔南人口变化图示

朗斯河畔圣塞尔南于2022年1月1日时的人口数量为586人。